# Julius Binder
Julius Binder (Würzburg, 12 maggio 1870 – Gottinga, 28 agosto 1939) è stato un filosofo tedesco.

## Biografia
Julius Binder nacque il 12 maggio 1870 a Würzburg, allora parte della Confederazione Tedesca del Nord. Nel 1890 entrò nel partito politico Corps Bavaria Würzburg e vi rimase per il resto della sua vita. Binder studiò legge a Würzburg laureandosi con lode nel 1894 ottenendo l'abilitazione quattro anni dopo. Nel 1900 divenne professore a Rostock, nel 1903 a Erlangen, nel 1913 a Würzburg e, infine, nel 1919 all'Università di Göttingen. Partecipò alla fondazione dell'Internationalen Hegelbund e divenne membro dell'Accademia delle scienze di Gottinga.
Nel 1915 scrisse Rechtsbegriff und Rechtidee, in cui veniva applicato al sistema giuridico il concetto di diritto proposto da Immanuel Kant. Dagli anni 1920 Julius Binder, e più tardi insieme a Karl Larenz, Gerhard Dulckeit e Walther Schönfeld, applicò un approccio neohegeliano alla giurisprudenza nel sistema del cosiddetto "idealismo oggettivo". Binder fu insegnate del filosofo del diritto tedesco e sostenitore del diritto civile Karl Larenz. Binder rifiutò il positivismo giuridico.
Altri giuristi influenzati da Binder o che ebbero influenza su di lui furono Max Pohlenz, Ludwig Prandtl, Hermann Thiersch, Hugo Willrich e Hermann Kees.
Binder, insieme a Ernst Forsthoff, Karl Larenz e altri filosofi del diritto, non criticò il sistema giuridico della Germania nazista.
Binder morì nel 1939 a Gottinga.